# Challenger de Sevilla 2022
El Challenger de Sevilla 2022 fue un torneo profesional de tenis disputado en pistas de polvo de ladrillo. En la que fue la 24 edición del torneo que formó parte del ATP Challenger Tour 2022. El torneo tuvo lugar en la ciudad española de Sevilla entre los días 4 y 11 de septiembre de 2022.

## Participantes del cuadro individual

### Cabezas de serie
| Cabeza de serie | País                 | Jugador                | Ranking | Resultado en el torneo |
| --------------- | -------------------- | ---------------------- | ------- | ---------------------- |
| 1               | Bandera de España    | Pedro Martínez Portero | 54      | Primera ronda          |
| 2               | Bandera de España    | Bernabé Zapata         | 79      | FINAL                  |
| 3               | Bandera de España    | Roberto Carballés      | 80      | CAMPEÓN                |
| 4               | Bandera de España    | Carlos Taberner        | 116     | Segunda ronda          |
| 5               | Bandera de Italia    | Franco Agamenone       | 125     | Primera ronda          |
| 6               | Bandera de Argentina | Federico Delbonis      | 134     | Cuartos de final       |
| 7               | Bandera de Francia   | Alexandre Müller       | 143     | Primera ronda          |
| 8               | Bandera de Argentina | Marco Trungelliti      | 179     | Primera ronda          |

- Se ha utilizado el Ranking del 29 de agosto de 2022[2]

### Otros participantes
Los siguientes jugadores recibieron una invitación para el cuadro principal:
- Javier Barranco Cosano
- Jerzy Janowicz
- Carlos López Montagud

Los siguientes jugadores ingresaron al cuadro principal mediante las clasificatorias:
- Bogdan Bobrov
- Viktor Durasovic
- Giovanni Fonio
- Filip Cristian Jianu
- Daniel Mérida
- Nicolás Moreno de Alborán

## Campeones

### Individual Masculino
- Roberto Carballés derrotó en la final a  Bernabé Zapata Miralles, 6–3, 7–6.

### Dobles Masculino
- Román Andrés Burruchaga /  Facundo Díaz Acosta derrotaron en la final a  Alberto Barroso-Campos /  Nicolás Álvarez Varona, 7–5, 6–7, [10-7].